# .va
.va – domena internetowa przypisana dla stron internetowych z Watykanu. 
Do dostępnych publicznie stron z domeną .va zaliczają się między innymi: oficjalna strona internetowa Stolicy Apostolskiej vatican.va (alternatywnie pcf.va) – administrowana przez watykański urząd internetowy, oficjalna strona Biblioteki Watykańskiej vaticanlibrary.va oraz strona państwa watykańskiego vaticanstate.va. Domeny podporządkowane nie są dostępne. 